# Хотта (Марс)

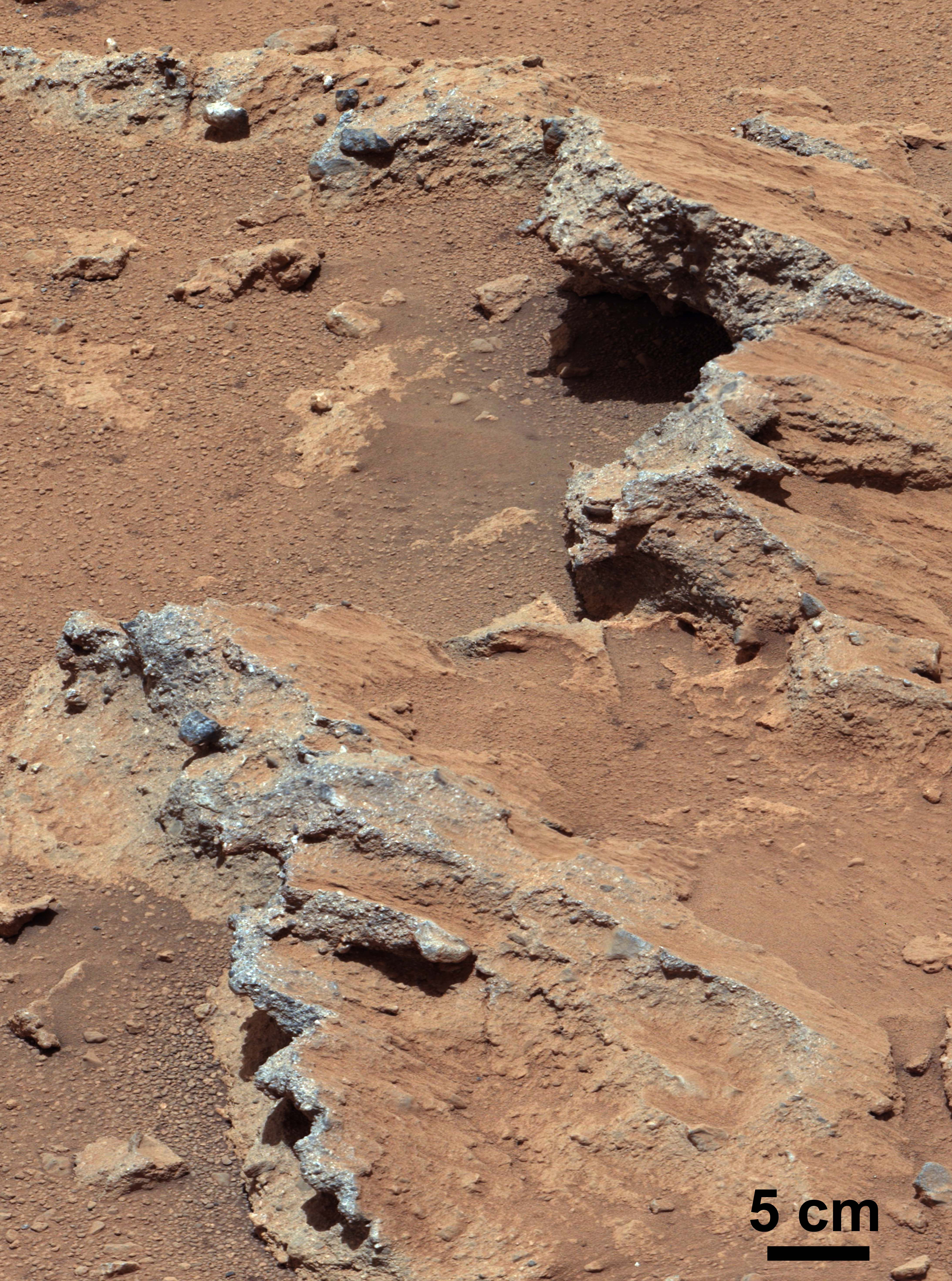
Гірське оголенняХотта — частина давнього русла, 14.09.2012.

Хотта (англ. Hottah) — гірське оголення, знайдене марсоходом «К'юріосіті» у вересні 2012 року. Відслонення знаходиться на рівнині Aeolis Palus, що лежить між долиною Миру і горою Еоліда, у кратері Ґейла, на планеті Марс. Приблизні координати центра — 4°35′ пд. ш. 137°26′ сх. д. / 4.59° пд. ш. 137.44° сх. д.. Оголення було виявлено марсоходом «К'юріосіті» на місцевості  Bradbury Landing 14 вересня 2012 року (39-й сол місії). Оголення названо на честь озера Хотта, шостого за величиною озера на Північно-Західної території, Канада.
Оголення містить добре сортований конгломератних гравій із дивовижно округлою, гладкою й абразійною галькою. Іноді галька досягає кількох сантиметрів у діаметрі і може бути похований в купу серед дрібніших закруглених частинок, які можуть досягати до сантиметра в діаметрі. Ця структура була визначена як річкове відкладення, яке довгий час формувалося в активно поточному потоці. Цей потік є частиною стародавнього алювіального потоку, який спускався з крутих схилів на краю кратера Ґейла.

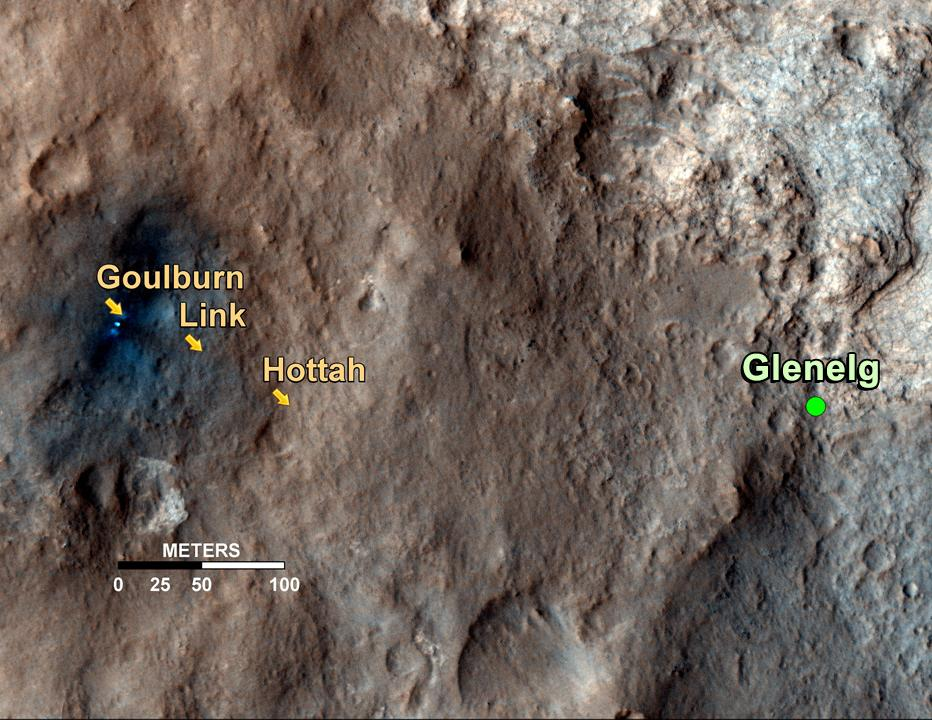
Хотта та інші гірські оголення з орбіти Марса, MRO, 27.09.2012